# Cēsis
Cēsis (alemão: Wenden) é um município na Letônia localizado na parte norte do planalto central de Vidzeme, às margens do rio Gauja. É a capital do condado de Cēsis.

## O castelo

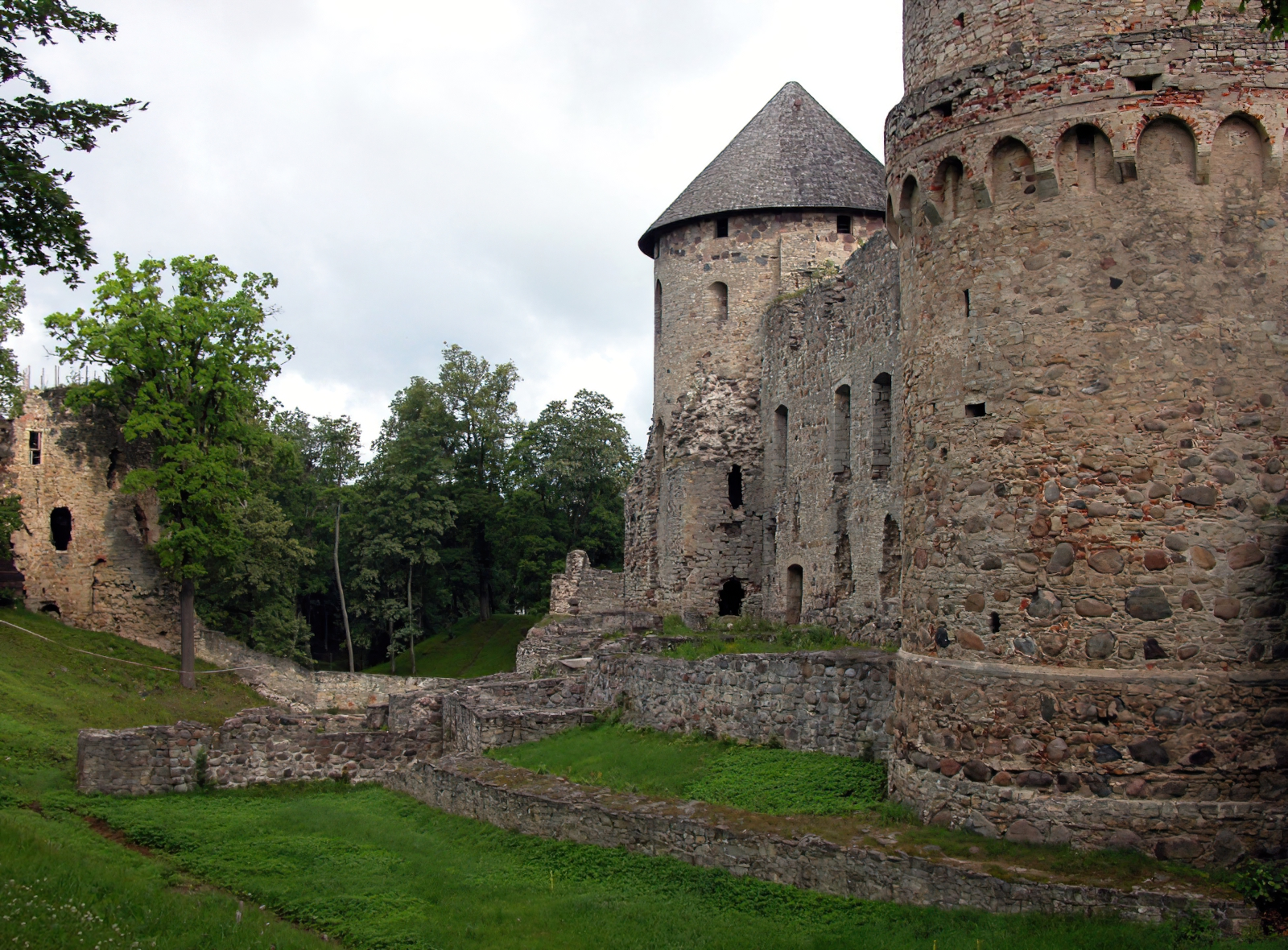
Castelo de Cēsis

O primeiro assentamento em Cēsis ocorreu no castro da colina Riekstu, um fortificado castelo de madeira construído por uma tribo conhecida como os vendos. A construção de 18 metros de altura com seu sistema de fortificações parcialmente preservado pode ainda ser visto no Castelo do Parque. Ele estava localizado próximo das principais rotas de comércio do oeste para o leste e controlava toda a região.
Os cruzados alemães conhecidos por a Ordem da Livônia iniciaram a construção de um castelo (Wenden) próximo da colina da fortaleza em 1209. Quando o castelo foi ampliado e fortificado, ele serviu como residência para o Mestre da Ordem de 1237 até 1561, com periódicas interrupções. Em 1577 a guarnição do castelo o destruiu para evitar que caísse nas mãos de Ivan, o Terrível. Em 1598 a cidade foi incorporada à República das Duas Nações e ela tornou-se a capital da voivodia de Wenden. Em 1620 Wenden foi conquistada pela Suécia. O castelo foi reconstruído, mas destruído novamente em 1703 durante a Grande Guerra do Norte pelo exército russo e deixado em ruínas. Quando em 1777 o castelo de Cēsis foi comprado pelo Conde Sievers, ele construiu a sua nova residência no lado leste da propriedade, juntando a parede de fundos da casa com a torre fortificada. Desde 1949, o Museu da História de Cēsis está localizado nesse Castelo Novo, no terreno do castelo de Cēsis. O jardim de frente do Castelo Novo é fechado por um celeiro e um estábulo, com as novas instalações da Ala de Exibições do museu. Ao lado do celeiro está a mais antiga cervejaria da Letônia, Cēsu alus darītava, que foi construída em 1878 durante os últimos anos de vida do Conde Sievers, porém sua data de construção remonta ao período da Ordem da Livônia. Além disso, o parque do castelo de Cēsis apresenta as características românticas da época, com suas sinuosas trilhas de caminhadas, plantas exóticas e as águas do lago, que refletem as ruínas do castelo.

## A cidade

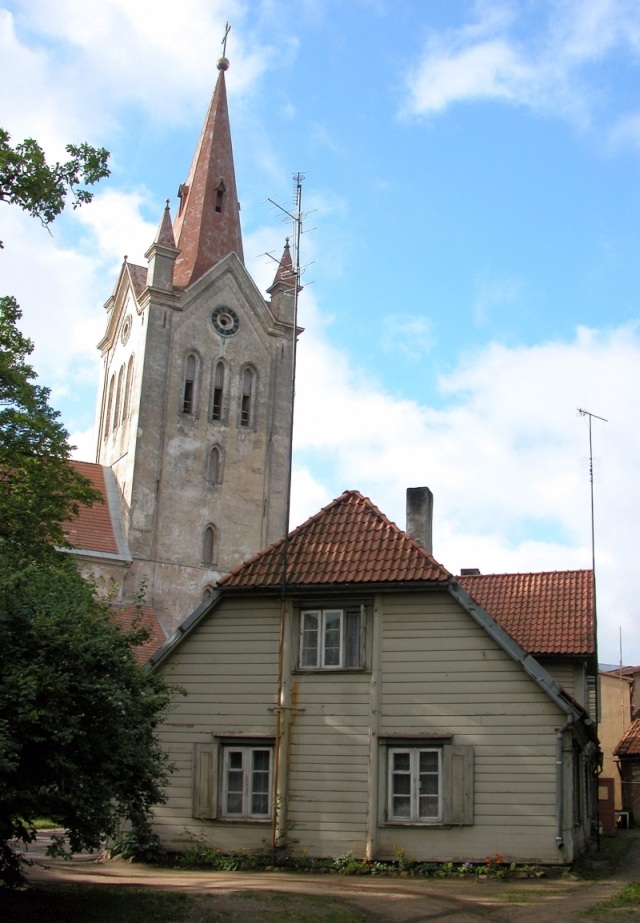
A casa de madeira e a igreja.

A planta do município de Cēsis foi feita na segunda metade do século XIII. A praça do mercado com uma igreja ficavam no centro do município. O centro das moradias era o castelo de pedras da Ordem da Livônia com suas três torres fortificadas. O município era também circundado por muralhas de pedras dolomitas com oito torres e cinco portões. Dentre as construções da era medieval estão: a Igreja de São João (construída entre 1281-1284), as ruínas do castelo da Ordem, Castelo de Cēsis e vestígios das muralhas das ruas Vaļņu e Palasta. Além disso, a antiga malha viária e plantas de construções sobreviveram desde os tempos medievais, apesar de muito desses prédios se encontrarem atualmente em ruínas devido às guerras e incêndios (o último em 1748). Construções desde o século XVIII podem ser vistas nas rua Rīgas números 16 e 25, enquanto que casas construídas na primeira metade do século XIX estão na rua Rīgas, números 15 e 47, rua Gaujas número 6 e em outras ruas do município. 
Na segunda metade do século XIX, a construção da rodovia Rīga-Pskov (1868) e da ferrovia Rīga-Valka (1889) facilitou o desenvolvimento do município. A rua Raunas, que liga a estação ferroviária à Cidade Velha, teve um grande desenvolvimento, estando nela localizadas a Casa da Sociedade da Letônia (construída pelo arquiteto A. Malvess), o Edifício do Tribunal Regional (construído pelo arquiteto P. Mengelis) e outros prédios importantes.
Em junho de 1919, forças da Estônia e da Letônia derrotaram os alemães em uma batalha na cidade.
Cēsis é também um resort para o tratamento da saúde. Casas de veraneio e centros de saúde foram construídos nas proximidades do rio Gauja. 'Cīrulīši' perto da Caverna de Svētavots (Fonte Sagrada) é o mais conhecido desses centros, com uma fonte que é considerado como tendo poderes medicinais.
É também possível a prática de canoagem, rafting e acampamento.

## Galeria

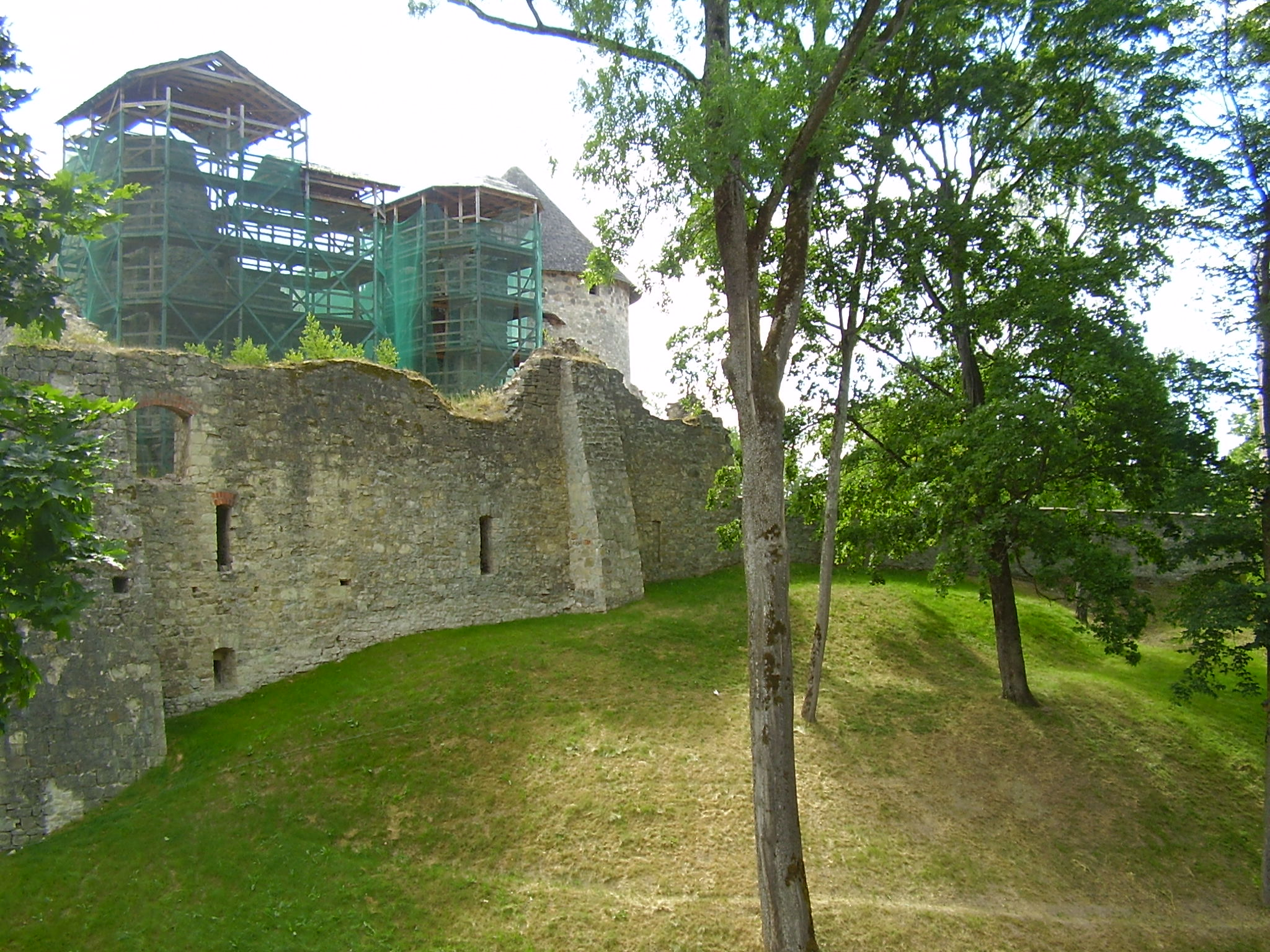
O castelo sendo restaurado
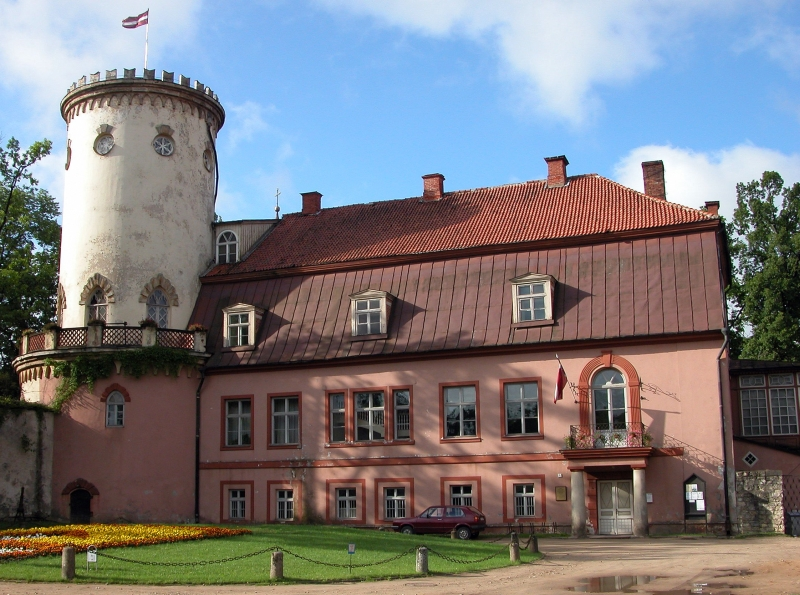
Museu da História de Cēsis
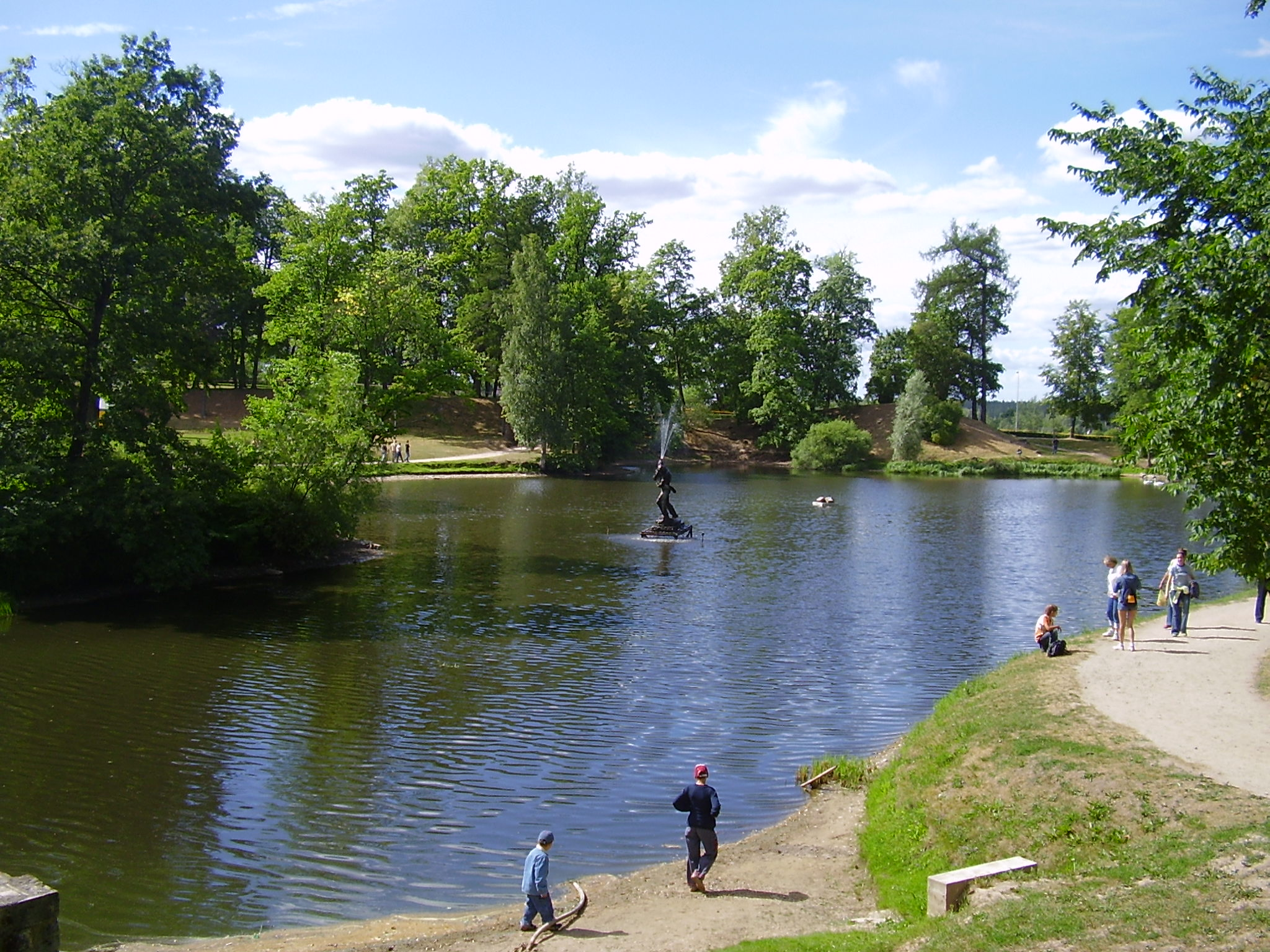
O parque visto do castelo
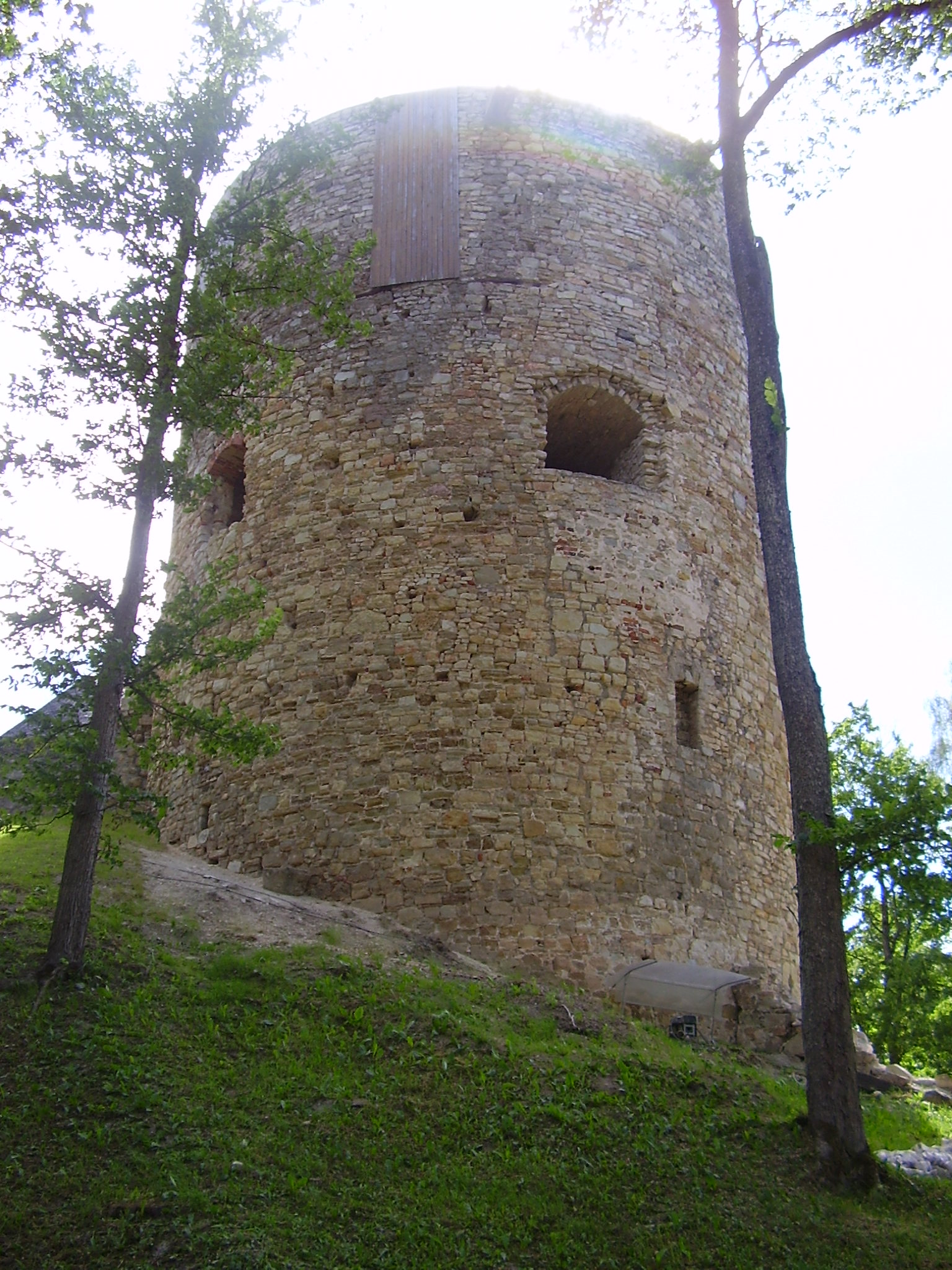
Uma das torres do castelo